# Aldridge
Aldridge – miasto w Wielkiej Brytanii, w Anglii, w regionie West Midlands, w hrabstwie West Midlands, w dystrykcie Walsall. W 2015 roku miasto liczyła 39 631 mieszkańców.
Pierwsza wzmianka o mieście pochodzi z 1086 roku. Aldridge jest wspomniana w Domesday Book (1086) jako Alrewic.
Ludzie związani z Aldridge:
- Charles George Bonner – brytyjski żołnierz,
- Richard Sinnott – brytyjski pisarz, aktor i resyżer,
- Lee Sinnott – brytyjski piłkarz i trener.
- Tom Davies – youtuber